# Paweł Bartoszek (samorządowiec)
Paweł Bartoszek (ur. 8 czerwca 1980 w Stalowej Woli) – polski samorządowiec, polityk i urzędnik, w latach 2014–2018 i od 2024 starosta tarnobrzeski, w 2024 wicewojewoda podkarpacki.

## Życiorys
W latach 1995–1999 uczęszczał do Liceum Handlowego w Tarnobrzegu. W 2002 ukończył studia na kierunku handel i marketing w Wyższej Szkole Informatyki i Zarządzania w Rzeszowie, a w 2005 organizację i techniki transportowe na Politechnice Radomskiej. Kształcił się podyplomowo z zarządzania zasobami ludzkimi w Wyższej Szkole Ekonomicznej w Stalowej Woli, a w 2023 został absolwentem studiów typu MBA.
Od 2001 do 2014 pracował jako specjalista w dziale logistyki w zakładzie produkcyjnym WSK w Gorzycach (obecnie Federal Mogul Gorzyce).
W latach 2005–2012 pracował również jako nauczyciel w szkole policealnej. W okresie 2019–2024 pełnił funkcję prezesa zarządu Gminnej Spółdzielni „Samopomoc Chłopska” w Trześni, był także kierownikiem oczyszczalni ścieków Zakładu Gospodarki Komunalnej w Gorzycach oraz wicedyrektorem Gminnego Ośrodka Kultury w Gorzycach.
W 2010 zaangażował się w działalność polityczną w ramach Polskiego Stronnictwa Ludowego. W 2014 wybrany do rady powiatu tarnobrzeskiego, w 2018 ponownie uzyskał mandat radnego rady powiatu tarnobrzeskiego, zdobywając rekordową liczbę 1627 głosów, która była największą liczbą głosów zdobytych przez kandydata do rady powiatu tarnobrzeskiego od 1999r. W kadencji 2014–2018 zajmował stanowisko starosty tarnobrzeskiego. W 2019 kandydował do Sejmu w okręgu 23 zdobywając 2848 głosów, jednak nie uzyskał mandatu. W 2023 ubiegał się o mandat senatora w okręgu nr 54, zdobywając łączną liczbę 56 812 głosów, klasyfikując się tym samym na drugim miejscu (PSL zgłosiło jego kandydaturę po rezygnacji z wystawienia Małgorzaty Zych). 15 stycznia 2024 powołany na stanowisko drugiego wicewojewody podkarpackiego. 8 maja tego samego roku został odwołany z tej funkcji w związku z objęciem stanowiska starosty powiatu tarnobrzeskiego.